# Dominicus Meier
Pour les articles homonymes, voir Meier.
Dominicus Meier, né Michael Meier le 10 juillet 1959 à Finnentrop (Rhénanie-du-Nord-Westphalie, Allemagne), est un moine et prélat bénédictin allemand, abbé de l'abbaye de Königsmünster de 2001 à 2013, évêque auxiliaire de Paderborn de 2015 à 2024, et évêque d'Osnabrück depuis 2024.

## Biographie

### Principaux ministères
Après avoir obtenu son diplôme au Clemens-Hofbauer-Kolleg (de) à Bad Driburg, il acquiert une brève expérience professionnelle en tant que secrétaire de justice. Mais, en 1982, il rejoint l'abbaye de Königsmünster et prend le nom monastique de Dominicus. Il étudie alors la théologie à Würzburg et Münster, puis obtient son doctorat en droit canonique à Salzbourg. Le 14 janvier 1989, il est ordonné prêtre au sein de l'Ordre de Saint-Benoît par Reinhard Lettmann.
De 1989 à 1991, il est juge à la cour diocésaine de Salzbourg. En 2000, il travaille pour l'ordre des Pallottins et devient professeur titulaire de droit canonique à Vallendar. De 1992 à 2001, il exerce les charges d'official, de défenseur du lien (de) au sein de l'archidiocèse de Paderborn. Depuis 1994, il est également avocat du diable. 

### Abbatiat
Le 31 août 2001, il est élu troisième abbé de l'abbaye de Königsmünster pour un mandat de douze ans. Il reçoit sa bénédiction abbatiale le 6 octobre des mains du cardinal Johannes Joachim Degenhardt et choisit comme devise : « Per Christum congregamur » (« Par le Christ, nous sommes amenés à l'unité »). Son mandat prend fin le dimanche 19 mai 2013, jour de la Pentecôte. En raison de sa grande connaissance concernant le droit canonique, il exerce la charge de conseiller auprès de nombreuses communautés religieuses.

### Épiscopat
Engagé dans de nombreux projets en Terre Sainte, il se voit nommé, en 2008, grand-officier de l'ordre équestre du Saint-Sépulcre de Jérusalem. Il est alors investi le 25 octobre 2008 en la cathédrale d'Erfurt par Reinhard Marx, Grand Prieur de la Lieutenance allemande, et par le cardinal John Patrick Foley, Grand-Maître de l'ordre. Le 7 janvier 2012, il est également nommé prieur de la commanderie Saint-Benoît. Le 1er septembre 2013, il est de nouveau nommé official par Hans-Josef Becker.
Le 15 juillet 2015, le pape François le nomme évêque titulaire de Castro di Sardegna (de) et évêque auxiliaire de Paderborn. Il est consacré le 27 septembre suivant, en la cathédrale de Paderborn, par Hans-Josef Becker assisté de Manfred Grothe et Matthias König.
Le 28 mai 2024, il est nommé évêque d'Osnabrück, prenant la suite de Franz-Josef Bode.

## Référence
- (de) Cet article est partiellement ou en totalité issu de l’article de Wikipédia en allemand intitulé « Dominicus Meier » (voir la liste des auteurs).